# NGC 7582
NGC 7582 је спирална галаксија у сазвежђу Ждрал која се налази на NGC листи објеката дубоког неба.
Деклинација објекта је - 42° 22' 11" а ректасцензија 23h 18m 23,5s. Привидна величина (магнитуда) објекта NGC 7582 износи 10,5 а фотографска магнитуда 11,3. Налази се на удаљености од 18,750 милиона парсека од Сунца. NGC 7582 је још познат и под ознакама ESO 291-16, MCG -7-47-29, AM 2315-423, IRAS 23156-4238, Grus quartet, PGC 71001.